# Tricolia variegata
Tricolia variegata är en snäckart som först beskrevs av Carpenter 1864.  Tricolia variegata ingår i släktet Tricolia och familjen Tricoliidae. Inga underarter finns listade i Catalogue of Life.